# Orthobula tibenensis
Orthobula tibenensis är en spindelart som beskrevs av Hu 200. Orthobula tibenensis ingår i släktet Orthobula och familjen flinkspindlar. Inga underarter finns listade i Catalogue of Life.